# Petrinja
Pour les articles homonymes, voir Petrinja (homonymie).
Petrinja est une ville et une municipalité située en Banija, dans le comitat de Sisak-Moslavina, en Croatie. Au recensement de 2001, la municipalité comptait 23 413 habitants, dont 82,35 % de Croates et la ville seule comptait 13 801 habitants.

## Histoire
À l'ouest de Petrinja se trouve Petrova gora (la montagne de Pierre), site de la bataille de 1097 de la montagne Gvozd entre le roi Petar Svačić de Croatie et Coloman de Hongrie.
La première trace écrite de Petrinja en tant que colonie habitée est celle des avantages accordés aux habitants de Petrinja par le duc slavon Koloman en 1240. La ville connaîtra alors la guerre avec les turcs. En 1592, Petrinja reçut un nouvel emplacement avec la construction et la construction d'une forteresse turque au confluent des rivières Petrinjčica et Kupa. La forteresse devait servir les Turcs à la conquête de Sisak, Turopolje et Zagreb. Le 10 août 1594, la forteresse a été libérée pour la première fois par l'armée croate. Par conséquent, le 10 août est devenu le jour de la gratitude envers Dieu et Saint Laurence, ce saint ayant été ainsi choisi pour être saint patron de la paroisse et de la ville de Petrinja. Au fil du temps, Petrinja est devenue de plus en plus un lieu de peuplement de nombreux artisans et marchands dont l'arrivée marque le début du développement de la ville.
En 1773, l'impératrice autrichienne Marie-Thérèse décida de faire de Petrinja un centre de la guilde artisanale, qui englobait tout le territoire de la frontière militaire avec les Ottomans.
Petrinja faisait partie des territoires illyriens de Napoléon de 1809 à 1813 lorsque la ville est devenue un important centre de commerce et de circulation. À la même époque, l'armée française a planté les tilleuls qui témoignent encore aujourd'hui du moment historique de la ville. L'influence du renouveau national croate au XIXe siècle s'est fait sentir à Petrinja. C'était l'époque de la fondation de l'orchestre de la ville (1808), du département de musique (1841), de la bibliothèque et de la salle de lecture (1842), de l'école de formation des maîtres (1862), du chœur croate "Slavulj" (1864), et la première imprimerie (1881).
À la fin du XIXe et au début du XXe siècle, Petrinja était une capitale de district dans le comté de Zagreb du royaume de Croatie-Slavonie, au sein de l'Autriche-Hongrie. De 1929 à 1939, Petrinja faisait partie de la Sava Banovina, et de 1939 à 1941 de la Banovina (région) de Croatie au sein du royaume de Yougoslavie. Récemment, la guerre d'indépendance de Croatie a provoqué de nombreux déplacements de population de la ville septembre 1991 et mai 1995. La ville elle-même a subi une très grave destruction. Le 25 novembre 1991, le maire serbe de Petrinja Radovan Marković a envoyé un message à Željko Ražnatović pour que ses troupes entrent dans la ville dans le cadre d'un bataillon motorisé de l'armée populaire yougoslave. Témoignant de l'identité croate, de nombreux monuments ont été érigés à la mémoire des héros de guerre croates et des victimes de la guerre.
Le 29 décembre 2020, la ville est touchée par un tremblement de terre de magnitude 6,4. La grande ville voisine Sisak, ainsi que d'autres villes et villages environnants sont aussi touchés. De très nombreuses habitations, la moitié selon le maire de la ville, sont détruites. La secousse est ressentie jusqu'à la capitale Zagreb, ainsi que les pays frontaliers à la Croatie.

## Localités
La municipalité de Petrinja compte 55 localités : 
| - Begovići - Bijelnik - Blinja - Brest Pokupski - Cepeliš - Čuntić - Deanovići - Dodoši - Donja Bačuga - Donja Budičina - Donja Mlinoga | - Donja Pastuša - Donje Mokrice - Dragotinci - Dumače - Glinska Poljana - Gora - Gornja Bačuga - Gornja Mlinoga - Gornja Pastuša - Gornje Mokrice - Graberje | - Grabovac Banski - Hrastovica - Hrvatski Čuntić - Jabukovac - Jošavica - Klinac - Kraljevčani - Križ Hrastovački - Luščani - Mačkovo Selo - Mala Gorica | - Međurače - Miočinovići - Mošćenica - Moštanica - Nebojan - Nova Drenčina - Novi Farkašić - Novo Selište - Pecki - Petkovac - Petrinja | - Prnjavor Čuntićki - Sibić - Slana - Srednje Mokrice - Strašnik - Stražbenica - Taborište - Tremušnjak - Veliki Šušnjar - Vratečko - Župić |

## Personnalités
- Vlado Lisjak (1962-), champion olympique de lutte gréco-romaine en 1984.
- Leonarda Dibrani, protagoniste de l'Affaire Leonarda, s'est ensuite établie dans cette ville où elle a fondée une famille